# こじらせ百鬼ドマイナー
『こじらせ百鬼ドマイナー』（こじらせひゃっきドマイナー）は、南郷晃太による日本の漫画。『ジャンプスクエア』（集英社）にて、2018年6月号から2020年5月号まで連載。同社の『少年ジャンプ+』では同年5月2日から2020年4月17日まで月2回更新で再掲載された。

## ストーリー
親の都合により四国の山奥に引っ越した上、手違いで妖怪ばかりが通う学校「魍魎分校死国校」に転入してしまった高校生・渡海隼人。そこに通うのは全国的にはほとんど知られていない四国ローカルの妖怪達ばかり。しかも彼らの一部は、知名度のなさゆえに奇妙なコンプレックスや性癖を抱えてしまった「マイナーをこじらせた」妖怪達だった。隼人とマイナー妖怪達との触れ合いを描くファンタジー日常コメディ。

## 登場キャラクター

### 主要人物
渡海 隼人（とかい はやと）
主人公。父親の突然の思いつきにより、四国山地の真ん中にある一軒家に引っ越すことになった上、手違いで「魍魎分校死国校」に転入してしまった高校生。妖怪ばかりの学校に当初怯えていたが、飴宮や紅坂ら「マイナーをこじらせた」妖怪と知り合い、彼らの思いを知るにつれ、学校生活を楽しめるようになる。容姿も能力も特に秀でた所のない平凡な少年だが、妖怪を拒まない度量の広さを持ち、人間ならではの自然体の意見や態度が、妖怪達の考え方や人間関係に少しずつ影響をおよぼしていく。
飴宮 初夏（あめみや はつか）
転入したばかりの隼人の案内役を任されたクラスメイトの少女。男の体を嘗め回すという徳島の妖怪「嘗女（なめおんな）」の末裔。マイナーな妖怪は知名度の低さゆえの匿名性・神秘性を大事にすべきとの考えを持ち、隼人にも極端な秘密主義で接する。しかしその実、考えていることが言葉や態度に漏れやすい隙だらけの性格でもあり、隼人にはあっという間に正体を知られてしまった。  嘗女は夫に正体を明かしたら逃げられたという逸話のある妖怪であり、彼女自身も幼いころ、ネット上で知り合った人間の友達に正体を明かしたら信じてもらえずに絶交されたことがある。それらのことから「秘密を打ち明けて拒まれる」ことを非常に恐れており、秘密主義はその表れ。人間関係にも消極的で、親しい友達もいなかったが、隼人を介して紅坂や瀬々良木と親しくなるにつれ、徐々にそうした姿勢を変え自分から打ち解けるようになっていく。  妖怪ゆえの超能力のようなものは特にないが、定期的に何かを嘗めたくてたまらなくなる「嘗期（にえき）」が訪れる。隼人のこともいつかちょっとだけ舐めてみたいと思っているらしい。
紅坂 光子（こうさか こうこ）
隼人のクラスメイトで「妖怪系アイドル」を自称する女子。髪が赤くまばゆく光るという高知の妖怪「勝賀瀬の赤頭」の末裔。赤頭は土佐の有力な妖怪であり「四国の妖怪のアイドルのようなもの」と曾祖父に教えられて育ったにもかかわらず、全国レベルではまるで知られていない現状に疑問を抱いた結果、「実際にアイドルになればいい」という少しズレた目標を持つに至った。明るく大らかで何事にも積極的な性格だが、頭を使うのは苦手なおバカ少女。  オリジナルの赤頭同様、髪の毛を赤く光らせることができる。心拍数が高いほど光が強くなり、直視できないほど明るく輝くこともできる。この輝く赤髪を「スター性」としてアイドルになろうとしているが、歌や踊りは特に上手くない。
瀬々良木 碧（せせらぎ あおい）
隼人のクラスメイト。水辺に現れて人につきまとう愛媛の妖怪「濡女子」の末裔。全身が常に濡れそぼっており、他人や周りのものを濡らさないよういつもフードをかぶってタオルを携帯している。正体を知られて夫に絶縁されたという濡女子の逸話から、自分達の種族はいるだけで迷惑がられる厄介者だと考えており、卑屈なほどに謙虚な性格をしている。そのため人と関わろうともしなかったが、隼人達と友達になったことで少しずつ積極性を身につけていく。  常に濡れているほか、水泳が非常に得意。民話の濡女子が「やかましい」と叱られて退散したことから、「やかましい」という声を聞くと即座にその場を離れて近くの水辺へ向かってしまうという習性を持つ。
相模 次郎（さがみ じろう）
隼人のクラスメイト。日本八天狗の一人であり、金刀比羅宮の崇徳上皇に仕える香川の大妖怪「白峰相模坊」の末裔。陽気かつ飄然とした性格で、面白いことが大好き。初夏達と違い、特別な出来事を経て隼人と知り合ったわけではなく、第7話冒頭でやや唐突にクローズアップされ、そのままレギュラーに加わった。隼人達のグループ唯一の男子妖怪であり、隼人の悪友のような立場にある。  白峰相模坊の次期後継者として、高校を卒業したら親の後を継いで一生を役目に捧げることが決まっており、高校生の間は思いきり自由に面白おかしく過ごすと決めている。幼いころから自分の家に取り入ろうとする者達を多く見てきたため、家柄を気にせず友達づきあいをしてくれる隼人や初夏らのことを内心非常に大切に思っている。

### その他の人物
首野くん（くびのくん）
生徒の一人で、人をそそのかして首を吊らせるという徳島の妖怪「首吊り狸」の末裔。校内では首を吊ってくれる相手がおらず、習性をこじらせた結果自分を縄で縛って吊るすセルフSM趣味に目覚めてしまった。普段は狸の姿をしているが、人間に化けると美青年になる。

## 書誌情報
- 南郷晃太 『こじらせ百鬼ドマイナー』 集英社〈ジャンプ・コミックス〉、全5巻
  1. 2018年12月9日発行（12月4日発売[1]）、ISBN 978-4-08-881674-6
  2. 2019年2月9日発行（2月4日発売[2]）、ISBN 978-4-08-881734-7
  3. 2019年7月9日発行（7月4日発売[3]）、ISBN 978-4-08-881894-8
  4. 2019年12月9日発行（12月4日発売[4]）、ISBN 978-4-08-882152-8
  5. 2020年5月18日発行（5月13日発売[5]）、ISBN 978-4-08-882288-4